# 인도얼룩무늬아기사슴
인도얼룩무늬아기사슴(Moschiola indica)은 작은사슴과에 속하는 우제류의 일종이다. 인도에서 발견되며, 네팔에서도 서식하는 것으로 추정된다. 몸길이는 57.5cm, 꼬리 길이는 2.5cm 정도이다. 몸무게는 3kg 정도이다. 우림에서 서식하며 야행성 동물이다.

## 사진

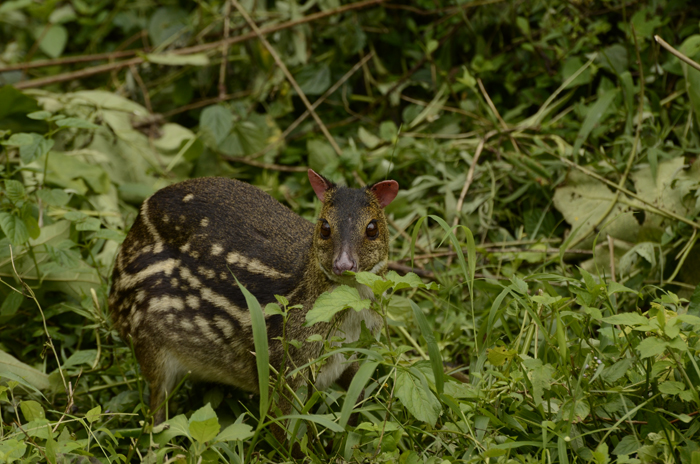
인도얼룩무늬아기사슴(인도 서고츠산맥 남부)